# Walesby, Lincolnshire
Walesby är en ort och civil parish i Storbritannien.   Den ligger i grevskapet Lincolnshire och riksdelen England, i den sydöstra delen av landet, 210 km norr om huvudstaden London. Walesby ligger 124 meter över havet och antalet invånare är 215.
Terrängen runt Walesby är huvudsakligen platt. Walesby ligger uppe på en höjd. Runt Walesby är det ganska tätbefolkat, med 72 invånare per kvadratkilometer. Närmaste större samhälle är Louth, 19,3 km öster om Walesby. Trakten runt Walesby består till största delen av jordbruksmark.